# Плейнечер, Элизабет
Элизабет Плейнечер (Плайначер) или Эльза Плейнечер (до замужества — Хольцгасснер) (нем. Elisabeth Plainacher; около 1513, Пиеламунде — 27 сентября 1583, Вена) — жертва охоты на ведьм, единственная в Вене женщина, обвинённая в колдовстве и сожжённая на костре.
Родители Эльзы были мельниками в Пиеламунде на Дунае. В очень юном возрасте у Эльзы был незаконнорожденный ребёнок от помощника мельника, который рано умер. Она трижды была замужем, и имела ещё нескольких детей. Два первых мужа её умерли. После смерти её дочери от второго брака Маргариты, она стала опекать своих четырёх внуков. Трое из них вскоре также умерли, осталась лишь одна — Анна, страдавшая эпилепсией, рассматривающейся в то время как признак одержимости злыми духами.
Эльзу считали ответственной за болезнь Анны, а также за смерть мужей и трёх внуков. Эльза была арестована и доставлена в Вену, где за её делом следил инквизитор-иезуит Георг Шерер, который выступил с проповедью перед собором Святого Стефана против ведьм в целом и против Эльзы Плейнечер, в частности. Взволнованные люди потребовали, чтобы её пытали и добились признания. Брошенная в подвал темницы, во время допросов она подверглась трём ужасным пыткам, во время которых призналась во всём, что хотели услышать от неё.
Была признана виновной и приговорена к смертной казни. Сожжена на костре в Вене, её пепел был разбросан по Дунаю.
Стала единственной жертвой охоты на ведьм в Вене.